# Лемке, Гельмут
Ге́льмут Ле́мке (нем. Helmut Lemke; 29 сентября 1907, Киль — 15 апреля 1990, Любек) — немецкий политик, член НСДАП и ХДС. В 1954—1955 годах являлся министром образования Шлезвиг-Гольштейна, в 1955—1963 годах — министром внутренних дел и в 1963—1971 годах — премьер-министром земли Шлезвиг-Гольштейн. В 1971—1983 годах являлся председателем ландтага Шлезвиг-Гольштейна.

## Биография
Получив аттестат зрелости в Кильской школе учёных в 1925 году, Лемке изучал юриспруденцию и общественные науки в Тюбингенском и Кильском университетах. В 1928 году сдал экзамен на референдара, в 1932 году — на советника. В 1929 году защитил докторскую диссертацию.
При национал-социалистах убеждённый член НСДАП Лемке занимал должность бургомистра Эккернфёрде и подписывал приказы на арест многих местных социал-демократов и коммунистов. В 1937—1945 годах Лемке работал на должности бургомистра Шлезвига. Во Вторую мировую войну служил офицером во флоте, после войны начал работать адвокатом и нотариусом.
В послевоенное время Лемке вступил в ХДС. С 1950 года входил в состав земельного правления партии. В 1951—1954 годах являлся сенатором любекского законодательного собрания и заместителем бургомистра. В 1964—1971 годах возглавлял правление ХДС в Шлезвиг-Гольштейне. В 1963—1971 годах также входил в состав федерального правления ХДС. В 1955—1983 годах Лемке являлся депутатом ландтага Шлезвиг-Гольштейна. 13 октября 1954 года Лемке был назначен министром образования Шлезвиг-Гольштейна в кабинете Кай-Уве фон Хасселя. 25 октября 1955 года Лемке возглавил земельное министерство внутренних дел.
В январе 1963 года Кай-Уве Хассель стал преемником Франца Йозефа Штрауса на посту федерального министра обороны, после чего 7 января 1963 года Лемке был избран премьер-министром земли Шлезвиг-Гольштейн. После выборов в ландтаг Шлезвиг-Гольштейна в 1971 года Лемке вышел в отставку с поста премьер-министра 24 мая 1971 года и до 12 апреля 1983 года председательствовал в ландтаге.
Гельмут Лемке был женат и являлся отцом четверых детей. Сын Фолькер Лемке являлся депутатом ландтага Шлезвиг-Гольштейна.